# カッくんカフェ
『カッくんカフェ』とは、1984年7月に劇場公開された、田中角栄をモデルに製作したギャグアニメ映画である。

## 解説
当時ロッキード事件で収監中だった田中角栄が話題になった事から企画された。
製作スタッフはほぼ『がんばれ!!タブチくん!!』のスタッフで固められ、内容のパターンはいしいひさいちテイストが漂っている。
共演レギュラーとして、当時総理だった中曽根康弘や福田赳夫ら政界の関係者や、当時のアメリカ大統領ロナルド・レーガンなどで、ゲストとして大屋政子、古舘伊知郎、星セント・ルイス、山本晋也が本人役として出ている。田中角栄は伊武雅刀が演じている。
ストーリーの中には田中角栄がなぜか国会の閣議に出席しているものや『スーパーマン』のパロディも含まれている。
鳴り物入りで公開したものの興行的には惨敗に終わった。
田中角栄の地元新潟で先行公開したもののウケはいまいちだったという。
上映後にビデオが出たがかなりのカットで短縮されたもので一部が後述する楽曲のPV扱いになっている。
2018年1月現在も非DVD化で未放送である。

## 出演
- 伊武雅刀:カッくん
- 八代駿：ナカちゃん、シンヤ
- 梶哲也：ミキちゃん
- 納谷悟朗：フクちゃん
- 阪脩：レーガン刑事
- 竹中直人：ケンイチ、タコ委員長、ナゾの男
- 白石冬美：マサコ、アキコ、サッチャー
- 松金よね子
- 北口光彦
- 桂米助
- 星セント・ルイス
- 古舘伊知郎
- 高橋惠子
- 糸井重里
- 長谷川和彦

## スタッフ
- 監督：小林治
- 原作・脚本：カッくん制作団
- 企画：西城鉄男、宇田川東樹
- プロデューサー：宇田川東樹
- キャラクターデザイン：芝山努
- 作画監督：芝山努
- 撮影：若菜章夫
- 美術：清水一利
- 録音：明田川進
- 編集：椙本英雄
- 音楽：福井峻、平野融
- アニメーション制作：亜細亜堂
- 制作：東京メディアコネクションズ
- 配給：ジョイパックフィルム

## サウンドトラック
上映前にフォーライフ・レコードからサウンドトラックのLPレコードを発売。
なぎら健壱を中心としており、なぎらの公式サイトのディスコグラフテイに紹介されている。他にさいたまんぞうとなぎらのデュエット、シュガー、ヒロスケ、中村泰士を収録。作中には使われていないなぎらの曲も収録されている。
CD化されておらず、なぎらの曲のみがベストアルバム『中毒』に収録されている。中毒のライナーノーツによれば、なぎらはヒットで一攫千金を狙ったが知り合いから「そんな映画あったの?」と言われてしまったという。
ジャケットは当時全盛だったプールバーをモチーフにしたものである。

### A面
1. 猛烈!!カックンロール：ヒロスケ
2. ソーリートレイン：なぎらけんいちとまんぞう
3. なぎらのマイムマイム：なぎらけんいちとフォーク団’s
4. こういっちゃナンだけど・・・：なぎらけんいち - 「中毒」には未収録

### B面
1. 上のヒト音頭：なぎらけんいちとまんぞう
2. いちど遊びに来ませんか：中村泰士
3. アーバー・サーファー・ギャル：なぎらけんいちとフォーク団’s
4. 青春もの僕の旅がいま・・・：シュガー
5. さらばカックン：羽田健太郎（インストゥルメンタル）